# The Star Wars Holiday Special
The Star Wars Holiday Special è uno speciale televisivo del 1978, diretto da Steve Binder. Il film TV, facente parte dell'Universo espanso di Guerre stellari (il film si può collocare tra Una nuova speranza e L'impero colpisce ancora) e trasmesso per la prima e unica volta in versione integrale il 17 novembre 1978 dall'emittente statunitense CBS, non è mai stato pubblicato in nessun formato e le uniche copie disponibili sono quelle registrate da quell'unica messa in onda.
La storia principale del film vede come protagonista Chewbecca e Ian Solo in visita su Kashyyyk, pianeta natale di Chewbecca, per celebrare il Life Day. Ma vengono raggiunti da ufficiali dell'Impero Galattico che stanno cercando membri dell'Alleanza Ribelle sul pianeta. Lo speciale introduce, inoltre, tre membri della famiglia di Chewbecca: suo padre Attichitcuk (Itchy), la moglie Mallatobuck (Malla) e il figlio Lumpawarrump (Lumpy).
Lo speciale include anche il resto dei personaggi principali di Una nuova speranza, tra cui Luke Skywalker, C-3PO, R2-D2, Dart Fener e la Principessa Leila, tutti interpretati dal cast originale (tranne R2-D2, che è semplicemente classificato come "sé stesso"). Il programma include filmati del film del 1977 e uno spezzone animato prodotto da Nelvana. Le scene si svolgono nello spazio e in veicoli spaziali tra cui il Millennium Falcon e un incrociatore stellare; alcuni spezzoni si svolgono anche in alcuni altri luoghi, come la cantina di Mos Eisley del film originale.
Lo speciale è noto per la sua accoglienza estremamente negativa.
È diventato in qualche modo una leggenda culturale a causa della qualità underground della sua esistenza. È stato visto e distribuito in registrazioni fatte dalla sua trasmissione televisiva originale dai fan come copie bootleg ed è stato anche caricato su siti web di condivisione di contenuti.

## Trama
È il Life Day e Chewbecca è sulla via di casa, per rivedere la sua famiglia e celebrare le feste, accompagnato dal suo amico, Ian Solo. Dopo aver lasciato Tatooine a bordo del Millennium Falcon, il duo si ritrova inseguito da due incrociatori stellari. Nel frattempo, su Kashyyyk, la famiglia di Chewbecca sta ansiosamente aspettando il suo ritorno, in quanto lo Wookiee non è ancora arrivato.
Malla e Itchy, rispettivamente moglie e padre di Chewbecca, iniziano a preoccuparsi. Malla, allora, contatta Luke Skywalker, che, assieme al fedele droide R2-D2, sta lavorando sul suo Ala-X. Luke afferma di non sapere che sta succedendo, ma che, conoscendo Ian e Chewbecca, presume che si siano probabilmente fermati da qualche parte. Luke inizia ad avere dei problemi con la sua navetta e, vedendolo occupato, Malla interrompe la comunicazione. Ritornando al terminale dati, Malla contatta il negoziante umano Saun Dann, impegnato con una guardia imperiale. Il commerciante fa capire alla Wookiee che Ian e Chewbecca dovrebbero arrivare a momenti. Nel frattempo, Dart Fener viene informato della fuga del Falcon. Ossessionato dai ribelli che hanno distrutto la Morte Nera, impone un blocco sul pianeta Kashyyyk.
Chewbecca e Ian sono vicini alla loro meta, ma vengono sorpresi da quattro caccia TIE. Su Kashyyyk, invece, l'annuncio del blocco viene trasmesso su tutto il pianeta. Malla, intanto, sente bussare sulla porta: è Saun Dann ed ha portato i regali per la famiglia. Malla contatta la Principessa Leila per avvertirla del blocco. La senatrice, accompagnata da C-3PO, afferma di non poterla aiutare, ma è rincuorata dal fatto che Saun Dann è lì a proteggerli.
Ian e Chewbecca, nel frattempo, raggiungono una zona esente dal blocco di Kashyyyk. Il luogo dove atterrano, però, è molto distante dalla casa dello Wookiee. Lumpy, il figlio di Chewbecca, nel momento in cui i due atterrano, riconosce il rumore del Falcon e avverte la famiglia. Eccitati, aprono la porta, ma si trovano davanti due guardie imperiali, in cerca di Chewbecca. Non trovandolo, scandagliano la casa. Malla, per tenere occupato Lumpy, gli mostra un proiettore d'ologrammi e iniziano a guardare una delle avventure vissute dal padre del piccolo Wookiee. Il cartone narra il primo incontro tra Luke, Ian e Leila con Boba Fett. Il trio, alla ricerca di un talismano sul pianeta marino Panna, incontrò il cacciatore di taglie, disponibile ad aiutarli. In realtà, Fett stava facendo il doppio gioco ed era al servizio di Dart Fener. Chewbecca riuscì, infine, a sventare il piano del cacciatore di taglie e a rivelare la sua vera natura.
Lumpy, arrabbiato per il caos che gli imperiali avevano creato nella sua stanza, progetta un comunicatore che imita la voce degli ufficiali superiori, usando il regalo di Saun Dann.
Mentre gli imperiali stanno cercando, la TV si accende e trasmette un messaggio per tutti gli ufficiali: devono ritornare tutti alla base. Lumpy, viene però scoperto e catturato da un soldato. All'improvviso Chewbecca prende il soldato e lo scaraventa per la stanza. Dietro di lui, compare anche Ian. I due sono finalmente tornati e la famiglia può festeggiare il Life Day, sotto l'albero della vita, vestiti negli abiti cerimoniali. Sotto la pianta, arrivano anche D-3BO, C1-P8, Luke e Leila. Alla conclusione della cerimonia, Chewbecca ricorda tutti i momenti da lui vissuti in Una nuova speranza.
Quella notte, Chewbecca, Mallatobuck, Lumpawarrump e Attichitcuk sono tutti seduti ad un tavolo, per festeggiare: la famiglia è finalmente riunita.

## Spezzoni
Nonostante la trama si concentri su Kashyyyk, The Star Wars Holiday Special usa diversi pretesti narrativi per mostrare ambienti esotici e per inserire camei e altri intermezzi. Alcuni di questi includono canzoni e commedie di talenti degli anni '70 come i Jefferson Starship, Diahann Carroll, Art Carney, Harvey Korman e Bea Arthur, e una routine di acrobazie in stile circense che include parallele asimmetriche e giocoleria. Lo spezzone più noto è un cartone animato che ha fatto debuttare sullo schermo Boba Fett.

### Spezzoni musicali
La musica originale è stata composta da Ken e Mitzie Welch, mentre Ian Fraser è stato coinvolto per adattare i temi orchestrali di John Williams da Guerre stellari.
Lo speciale include quattro canzoni:
1. This Minute Now, cantata da Diahann Carroll, viene ricordata per il bizzarro monologo che la precede, nel quale Carroll, sotto forma di ologramma, ricorda al padre di Chewbecca di essere una sua fantasia e lo invita in modo suggestivo a "viverla".
2. Light the Sky on Fire, viene eseguita dai Jefferson Starship, e viene presentata come un video musicale in 3D visto da una delle guardie imperiali. Durante la produzione della canzone è stato dato il titolo provvisorio Cigar-Shaped Object (Vanished Without a Trace) (la canzone è stata inclusa come singolo bonus a 45 giri nella raccolta, Gold, dei più grandi successi dei Jefferson Starship). (La clip ha segnato l'ultima apparizione di Marty Balin con Jefferson Starship, poiché aveva lasciato la band nell'ottobre 1978, un mese prima della trasmissione dello speciale. Successivamente si è unito alla band nel 1993).
3. Good Night, But Not Goodbye, cantata da Bea Arthur (che interpreta Ackmena, proprietaria della cantina di Mos Eisley) sul tema della Band della Cantina. Alcuni degli stessi alieni visti nella cantina in Una nuova speranza riappaiono, tra cui la band Figrin D'an e i Modal Nodes, come musicisti di supporto.[7]
4. Alla fine dello speciale, Carrie Fisher canta una canzone per celebrare il Life Day sulle note del tema musicale di Guerre stellari di John Williams.

### Spezzoni comici
Harvey Korman interpreta tre spezzoni comici: uno nella Cantina (dove Bea Arthur interpreta un barfly innamorato che beve attraverso un buco nella parte superiore della sua testa); uno nelle vesti dello chef Gormanda, cuoca con quattro braccia (una parodia di Julia Child - le quattro braccia le permettono di lavorare molto più velocemente di quanto Malla possa tenere il passo); e uno nei panni di un malfunzionante droide, di nome Dromboid, presente sotto forma di ologramma nel video visto da Lumpy.
Art Carney invece ha un ruolo più importante nella storia, interpreta un commerciante di nome Saun Dann su Kashyyyk, nonché membro della ribellione e amico della famiglia di Chewbecca. I suoi spezzoni sono anche in gran parte interpretati per far ridere e ad un certo punto include una scena che allude al suo personaggio Ed Norton di The Honeymooners, in cui un ufficiale imperiale gli chiede di "andare avanti" mentre Carney si diverte con un oggetto di scena, introducendo così la performance dei Jefferson Starship.

### Spezzone animato
Uno dei momenti più conosciuti dai fan della saga è proprio lo spezzone animato The Faithful Wookiee, nonché il primo cartone animato di Guerre stellari, realizzato dalla casa d'animazione canadese Nelvana (produttrice anche delle serie animate Droids Adventures e Ewoks), che introduce uno dei personaggi più famosi della serie: Boba Fett. Lucas richiese che lo stile visivo fosse ispirato da quello di Moebius. Nel cartone, gli animatori si presero diverse libertà, una delle più conosciute è data dal movimento degli occhi di C-3PO e dal fatto che sbatte le "ciglia". Considerato come un flashback nell'universo, Luke indossa una giacca gialla simile al suo vestito alla fine di Una nuova speranza.
Boba Fett nell'intermezzo usa inoltre il suo zainetto propulsore, che riapparirà solo due anni dopo, ne Il ritorno dello Jedi (da cui il corto animato si è basato per il suo aspetto dal costume non dipinto). Secondo il co-fondatore di Nelvana Clive Smith, il loro suggerimento di "scroccare un po' il suo costume" ha influenzato il film live-action nell'aspetto esteriore del personaggio. Il design finale del costume è apparso in una parata pubblica due mesi prima della messa in onda dello speciale. La combinazione di colori semplificata per il cartone animato è stata successivamente ripetuta per l'apparizione di Fett in Droids Adventures. Secondo il sito di Guerre stellari, Fett è stato doppiato da Don Francks nello speciale.
Il 18 giugno 2021 il corto è stato reso disponibile sul servizio on demand Disney+ con il titolo Star Wars Vintage: Story of the Faithful Wookiee in tutti i paesi in cui il servizio è disponibile.

## Produzione
Nel maggio 1978, quando Una nuova speranza aveva ormai raggiunto un alto successo e George Lucas stava lavorando ai potenziali sequel. Il cast del film, ormai diventato famoso, fecero alcune apparizioni in programmi TV di varietà. La 20th Century Fox suggerì alla Lucasfilm di creare uno spin-off al film, a tema festivo. A quel tempo, molti spin-off erano già stati sottoposti alla Lucasfilm, che li aveva rifiutati tutti. Ma a Lucas piacque questa idea e permise la creazione dello speciale quando la CBS propose l'idea. Secondo Charles Lippincott, capo del marketing della Lucasfilm, l'idea non piacque. Invece secondo J. W. Rinzler "Tutti erano d'accordo sul fatto che uno speciale televisivo fosse una buona idea". Invece per il produttore Gary Kurtz:
Infatti Lucas in quel periodo era impegnato a trasferire la sua società di produzione in una nuova sede, che non era coinvolta nello speciale.
Sebbene Lucas non sia stato accreditato, è stata una sua idea costruire la narrativa attorno alla famiglia di Chewbecca, in quanto mentre pianificava a dei possibili sequel aveva immaginato: "Un film solo sui wookiee, nient'altro". Il filo conduttore della trama, il ritorno di Chewbecca a casa per festeggiare il Life Day, fu creato dallo stesso Lucas, che si limitò a supervisionare il lavoro sul segmento animato, in quanto troppo impegnato sul set de L'Impero colpisce ancora. La CBS assunse sceneggiatori e produttori con esperienza, incluso lo sceneggiatore Bruce Vilanch, che era preoccupato per la decisione di centrare lo speciale su una specie che grugniva in un linguaggio immaginario senza sottotitoli. Indipendentemente da ciò, Lucas non avrebbe cambiato idea. Lo speciale passò attraverso due registi. Secondo Lippincott, il primo regista David Acomba, è stato introdotto attraverso un tentativo di "renderlo diverso dagli spettacoli di varietà".
Nei successivi abbozzi della sceneggiatura, i produttori dello show, Ken e Mitzie Welch, intervennero pesantemente e riscrissero da principio l'idea di Lucas. Il soggetto rimase lo stesso, ma i contenuti erano totalmente inediti. Dopo cinque bozze e diverse aggiunte e sottrazioni, il copione fu completato nell'ottobre del 1978.
David Acomba, il regista originale scelto per dirigere lo speciale, era un vecchio amico e compagno di classe alla USC School of Cinematic Arts di Lucas e conosceva bene il suo stile registico, sebbene Acomba non avesse familiarità con una configurazione multi-camera il che causò dei problemi. Acomba riuscì a girare solo alcune scene (tra cui quella della cantina e quella della Jefferson Starship), prima di essere licenziato per "divergenze creative". Acomba riteneva che ci fosse un divario tra lui e i produttori. Un nuovo regista, Steve Binder, fu assunto, ma non conosceva il lavoro di Lucas e non aveva mai visto Una nuova speranza. Il suo unico riferimento era una bible sugli Wookiee che dettagliava come le specie dovrebbero apparire e comportarsi. Stan Winston fu assunto per progettare la famiglia Wookiee.
La rete, inoltre, espanse la durata dello show, da una a due ore, per poter inserire più messaggi pubblicitari.

### Budget
The Star Wars Holiday Special fu prodotto con poco più di un milione di dollari, considerato, per l'epoca, uno dei budget più alti per un prodotto televisivo.

## Distribuzione
Lo speciale fu altamente pubblicizzato prima del debutto.
È stato trasmesso nella sua interezza negli Stati Uniti una sola volta, venerdì 17 novembre 1978 (la settimana prima del giorno del ringraziamento) sulla rete televisiva CBS dalle 20:00 alle 22:00 (Ora standard orientale), anticipando Wonder Woman e L'incredibile Hulk.
Nonostante sia stato trasmesso una volta sola, i fan da quell'unica messa in onda hanno realizzato delle copie bootleg ed è anche stato anche caricato su siti web di condivisione di contenuti; che lo hanno portato a diventare un classico film di culto tra i fan di Guerre stellari. L'intero spezzone animato è apparso come contenuto extra nel Blu-ray del 2011 di Star Wars: The Complete Saga, rendendolo l'unica parte dello speciale ad essere distribuita in qualsiasi formato home video. Questo spezzone animato è stato distribuito anche su Disney+ il 2 aprile 2021, con il titolo di Star Wars: The Story of the Faithful Wookiee.

### Trasmissione internazionale
Oltre alla trasmissione originale su CBS, la stessa sera, è stato trasmesso anche dalla rete televisiva canadese CTV dalle 19:00 alle 21:00 (ora standard orientale), inizialmente era previsto per le 20:00, ma la stazione CTV di Toronto CFTO-TV ha mandato in onda il programma un'ora prima sul più vicino outlet americano (CBS), WIVB-TV a Buffalo. Fu trasmesso anche in Nuova Zelanda su TVNZ e in Australia su Seven Network. Andò in onda anche in Francia il 1 gennaio 1980, su TF1, in una versione ridotta di 72 minuti, doppiata in francese.
È stato mostrato anche in Svezia su SVT e il 31 maggio 1979 come in svedese Stjärnornas krig - och fred (lett. "Guerre stellari - e la pace" o "Star Wars - and Peace").
È andato in onda nella Repubblica d'Irlanda su RTÉ 2 il giorno di Natale del 1979. Lo speciale fu trasmesso anche in Honduras su Canal 5 e in Brasile su TV Bandeirantes (il giorno di Natale del 1981).

## Accoglienza

### Critica
The Star Wars Holiday Special è stato universalmente criticato negativamente dalla critica, dal pubblico e dai fan di Guerre stellari. Jerry Buck, in una recensione del novembre 1978 per l'Associated Press, definì il programma "gomma da masticare per il cervello". Nathan Rabin di The A.V. Club ha scritto: "Non sono convinto che lo speciale non sia stato in definitiva scritto e diretto da un sacco di cocaina senziente". David Hofstede, autore di What Were They Thinking?: The 100 Dumbest Events in Television History, ha classificato lo speciale al numero uno, definendolo "le peggiori due ore di televisione di sempre". Sull'aggregatore di recensioni Rotten Tomatoes, il film ha ricevuto un punteggio del 25%, basato su 16 recensioni, con una valutazione media di 3 su 10.
Scrivendo per Fatherly, Nathan Rabin afferma che lo spezzone animato è singolare rispetto al resto dello speciale in quanto "si sente degno di essere canonico e non un'aberrazione ipnoticamente folle".

### Accoglienza dal cast e dalla troupe
(George Lucas)
George Lucas non ha partecipato in modo significativo alla produzione del film e, a quanto pare, non era soddisfatto dei risultati. Nel 1987 Lucas a proposito dello speciale ha dichiarato: "Credo che sarà distribuito in videocassetta. Non sono sicuro se lo riproporranno o meno in televisione."
In seguito, nel maggio 2005, ad un'intervista con il sito StaticMultimedia.com, a Lucas fu chiesto come si rapporta con il mezzo televisivo, specialmente, con lo spin-off di Guerre stellari:
(George Lucas)
Il sito StarWars.com ha affermato che, nonostante, lo special abbia ricevuto molte critiche, ha il pregio di aver introdotto il personaggio di Boba Fett. Lo spezzone è, infatti, l'unica nota positiva, apprezzata da quelli che hanno avuto l'occasione di vederlo. Il sito si riferisce a quel segmento come ad un cult.